# خشام
خشام (به عربی: خشام) یک شهرک در سوریه است که در استان دیر الزور واقع شده‌است. خشام ۷٬۰۲۱ نفر جمعیت دارد.